# Старосілля (зупинний пункт)
Старосі́лля — пасажирський залізничний зупинний пункт Херсонської дирекції Одеської залізниці на лінії Дубки — Снігурівка між станціями Блакитне (6 км) та Біла Криниця (15 км). Розташований у селі Старосілля Бериславського району Херсонської області.

## Пасажирське сполучення
З 24 лютого 2022 до 14 листопада 2024 року через повномасштабне вторгнення Росії рух поїздів було призупинено.
Приміське сполучення здійснюється щоденно поїздами:
- Миколаїв-Вантажний — Апостолове (через Миколаїв, Копані, Херсон, Херсон-Східний, Снігурівку);

Приміське сполучення поїздів наразі не відновлено:
- Херсон — Апостолове (через Херсон-Східний, Снігурівку)[1].